# Simon Belmont
Simon Belmont es un personaje de videojuegos que protagoniza varios títulos de la saga Castlevania de Konami, incluyendo el primer videojuego. Es un poderoso cazador de vampiros que tiene la misión de combatir y exterminar a los seres de la oscuridad, siendo su principal enemigo el Conde Drácula. Simon tiene como principal arma al poderoso látigo "Vampire Killer" y a elementos típicos de un cazavampiros como el crucifijo y agua bendita. Además de la saga Castlevania, Simon también ha tenido apariciones especiales y cameos en otros juegos de Konami.

## Información general
Simon Belmont es un personaje que apareció por primera vez como el protagonista del videojuego Castlevania de 1986. El éxito de este videojuego permitió que se lanzaran una gran cantidad de secuelas en donde aparecieron diversos protagonistas además de Simon, contando cada continuación una época cronológica distinta. Esta variedad de tiempos históricos ha servido para establecer el concepto del "clan Belmont", en donde cada descendiente de la familia Belmont entrena para combatir a las fuerzas del mal y luego pasa sus conocimientos y técnicas a su sucesor.
Simon nació en el año 1667 en un lugar no especificado. Como es costumbre en su familia, recibió el entrenamiento para combatir a las fuerzas del mal. También fue el heredero del poderoso látigo sagrado Vampire Killer, que en el pasado fuera usado por antiguos héroes de su clan como Soleiyu Belmont y Trevor Belmont. En 1691, a la edad de 24 años, Simon finalmente puso en práctica todo su entrenamiento y viajó al Castillo de Drácula para acabar definitivamente con el Conde, luego de que este fuera revivido a cien años de haber sido derrotado por Christopher Belmont.
Simon es representado como un guerrero alto y musculoso vestido con ropa medieval, de cuero y pieles y protegido por una armadura, en su diseño más antiguo además viste una capa. Su apariencia ha cambiado varias veces en distintos rediseños, en la mayoría tiene cabello largo, aunque su color fue cambiando y se lo ha visto rubio, de cabello castaño o de color rojo fuego.

## Habilidades
- Movimientos básicos: En los juegos de Castlevania, los movimientos del personaje son muy limitados: caminar, saltar, agacharse y atacar. Tiene un ataque principal que suele ser un látigo, y un ataque secundario de uso limitado que le sirve para atacar a distancia.

- Látigo: El arma principal de Simon es el látigo, que acaba fácilmente con los seres de la oscuridad. En los juegos se encuentran ítems que vuelven más poderoso al látigo y le añaden cadenas o pinchos. Simon lo utiliza para golpear a los enemigos y también como soga para sujetarse de los techos.

- Espada: En algunos juegos, Simon usa una espada como arma principal además de su látigo.

- Daga: Un filoso cuchillo que Simon arrojar velozmente contra el enemigo.

- Hacha: Una enorme hacha que Simon lanza hacia arriba para que esta caiga girando y acabe con los enemigos que golpea a su paso.

- Crucifijo: Una gran cruz que Simon puede lanzar como un bumerán, para que regrese luego de hacer daño a los enemigos.

- Agua bendita: Una botella que al ser lanzada al suelo, estalla y libera un fuego sagrado que quema a los enemigos. En algunos juegos es reemplazado por una antorcha o una bomba.

- Reloj: Un reloj que tiene la capacidad de detener el tiempo por un breve instante para inmovilizar a los oponentes.

- Hierba medicinal: En algunos juegos permite a Simon restaurar su salud a cambio de corazones.

## Apariciones en videojuegos

### Saga Castlevania
- Castlevania (Multiplataforma - 1986): El primer juego de la saga castlevania tiene como protagonista a Simon Belmont. Este es un videojuego de plataformas lateral que introduce la mecánica de juego característica de la serie, en donde el personaje tiene un látigo como arma principal y posee armas secundarias tipo proyectil de uso limitado. La historia se ubica en 1691, en donde Drácula regresa a la vida 100 años después de su muerte a manos de Christopher Belmont. Simon, un cazavampiros descendiente del clan Belmont y heredero del látigo "'a en el terrorífico castillo de Drácula en Transilvania para eliminar definitivamente al conde, aunque antes deberá superar todo tipo de trampas y combatir con terribles monstruos.  En este juego Simon tiene como ataque principal el látigo y como ataques secundarios a la daga, el agua bendita, el hacha, el reloj y el crucifijo. También puede conseguir ítems que lo hacen invencible por un tiempo o un rosario que destruye a todos los enemigos. Simon aquí tiene un diseño muy simple de héroe medieval, vestido con una sencilla ropa, capa y armadura.

- Vampire Killer (MSX2 - 1986): Este videojuego es casi idéntico al Castlevania original en cuanto a la presentación y controles pero el diseño de los niveles y el esquema de juego ha sido cambiado para volverlo no lineal y más laberíntico, de modo que el personaje debe explorar los niveles en busca de llaves e ítems que le permitan seguir avanzando. Los movimientos y ataques de Simon son los mismos que en Castlevania, aunque se agregan algunos ítems como el "escudo" que defiende a Simon contra ataques enemigos, las "alas" que permiten saltar más alto y las "botas" que permiten caminar más rápido. La historia es igual que en el primer juego.

- Castlevania II: Simon's Quest (NES - 1988): Esta es la secuela directa del primer Castlevania, ubicado en 1698, siete años después de que Simon derrotara a Drácula. Esta vez Simon inicia un viaje ya que se siente muy enfermo y preocupado de que las heridas de su combate no se han curado y los sirvientes de Drácula continúan rondando y causando terror pese a la muerte de su líder. Simon pronto se entera de que es víctima de una maldición puesta por el propio Conde y la única forma de deshacerla es reuniendo los restos de Drácula y quemándolos en el corazón de su castillo. Sabiendo esto, los súbditos del conde separan y esconden sus restos en mortíferas locaciones. Al final Simon reúne las partes, pero el conde revive en un estado cadavérico para un combate final. Tras los eventos de este juego Simon se recupera de la maldición y vive en paz para transmitir su legado a sus descendientes del clan Belmont. El arma principal de Simon es el látigo y sus armas secundarias son la daga, el agua bendita y el diamante; también se pueden conseguir mejoras para hacer más poderosos el látigo y la daga.

- Haunted Castle (1988 - Arcade): Videojuego de Arcade protagonizado por Simon. Es una versión más simplificada del clásico Castlevania. La historia cuenta los eventos del primer juego de una forma distinta: Simon estaba celebrando su boda con su prometida Serena, pero esta fue interrumpida por el Conde Drácula, que resucita luego de cien años de su derrota y demanda la sangre de la joven. Simon se ve obligado a dirigirse al castillo de Drácula para enfrentar al conde. En este juego Simon aparece con un gran y detallado sprite en donde viste una armadura negra y tiene un largo cabello azul. Su arma principal es el látigo, que luego es reemplazado por una maza con cadena y finalmente una poderosa espada. Sus armas secundarias son la bomba, crucifijo, reloj, búmeran y antorcha.

- Super Castlevania IV (SNES - 1991): Es considerado una remake del Castlevania original ya que cuenta exactamente la misma historia. En la versión norteamericana se le cambió la historia para que fuera una secuela de Simon's Quest, marcando la tercera batalla de Simon y Drácula, pero posteriormente Konami desistió de esta idea y se lo hizo coincidir con la historia japonesa. Simon aquí presenta un diseño similar al de Haunted Castle, con armadura negra y con un largo cabello castaño. Su arma principal es el látigo y sus armas secundarias son la daga, el crucifijo, el hacha, el reloj y el agua bendita. En este videojuego Simon se destaca por ser mucho más versátil en cuanto a su movilidad, puede atacar con su látigo en ocho direcciones y puede conseguir ítems que mejoran el látigo en una cadena con espinas que se puede girar a los alrededores.

- Castlevania Chronicles (X68000 -1993, PlayStation - 2001): Este videojuego es una remake del primer Castlevania con Simon Belmont como protagonista, la historia es exactamente la misma y muchos niveles se repiten, la versión para PlayStation se destaca por hacer un significativo rediseño de Simon y sus sprites, quien ahora lleva un traje negro de cuero y pieles en lugar de armadura y tiene un largo cabello rojo. Su ataque principal es el látigo y sus armas secundarias son el reloj, la daga, el hacha, el crucifijo, el agua bendita y la hierba curativa.

- Castlevania: Harmony of Dissonance (GBA -2002): En este juego se puede controlar a la versión clásica en 8-bits de Simon Belmont únicamente en el modo "Boss Rush" tras ingresar el "Código Konami".[1]

- Castlevania Judgment (Wii - 2008): Este es un videojuego de lucha que reúne a personajes de los distintos juegos de la saga Castlevania. Simon Belmont es uno de los luchadores seleccionables. La historia está fuera del canon oficial y se centra en un personaje llamado Aeon que comienza a reunir a los campeones de distintas eras en una grieta temporal para encontrar a aquel capaz de enfrentarse al Time Reaper y detener su plan para cambiar la historia. Simon se encuentra con Aeon un año después de que derrotara a Drácula en los eventos del primer Castlevania y es enviado a combatir con héroes y villanos de distintas épocas. Su arma de combate es el látigo y las armas secundarias que puede utilizar son la daga, el hacha, el crucifijo y el agua bendita. Para este título Simon fue completamente rediseñado y luce muy distinto a sus antiguas apariciones; lleva una vestimenta totalmente negra y un corto cabello rojo que le dan un aspecto muy moderno.[2]

- Castlevania: Harmony of Despair (2010 - Xbox 360, PS3): Un título de Castlevania con el estilo clásico que reúne a varios personajes y escenarios de distintos juegos de la saga. Simon Belmont aparece como un personaje descargable y se caracteriza por aparecer representado con su antiguo sprite retro de 8-bits. Aun así posee nuevos movimientos como evasión y ataque aéreo que lo hacen más versátil que en su aparición original. Su arma principal es el látigo, que puede ser mejorado; y las armas secundarias que puede utilizar son la daga, el agua bendita, el crucifijo, el hacha, la bomba de fuego y la jabalina.[3]

### Saga Konami Wai Wai
- Konami Wai Wai World (Famicom - 1988): Un videojuego de plataformas lateral en donde se puede escoger como protagonista entre ocho personajes de Konami. Simon es uno de los personajes controlables, su ataque principal es el látigo y su ataque secundario es el crucifijo. Se destaca por tener el mejor rango de ataque. Para conseguirlo hay que rescatarlo en el nivel del Castillo de Drácula.[4]

- Konami Wai Wai World 2: SOS!! Paseri Jou: (Famicom - 1990): La secuela del anterior, esta vez el protagonista es un androide llamado Rickle que puede transformarse en tres personajes distintos de Konami por tiempo limitado a elección del jugador. Simon Belmont es uno de los personajes seleccionables, su único ataque es el látigo. Al igual que los demás personajes, aparece representado con un estilo Super-Deformed.[5]

- Konami Wai Wai Sokoban: (móviles - 2006): Un juego de Sokoban para móviles protagonizado por los personajes de Konami. Simon es uno de los personajes controlables.[6]

### Saga Super Smash Bros.
- Super Smash Bros. Ultimate: (2018 - Switch): Simon Belmont es uno de los peleadores seleccionables y desbloqueables junto con su Echo Figther, Ricther Belmont.

### Otros videojuegos
- Hai no Majutsushi (1989, MSX): Un tradicional juego de mahjong en donde los personajes seleccionables son los reconocidos héroes de Konami. Simon es uno de ellos.[7]

- Ganbare Goemon Gaiden 2: Tenka no Zaihō (1992 - Famicom): Este es un juego de RPG protagonizado por los personajes de la saga Ganbare Goemon. Durante la aventura, Simon Belmont se une al equipo del jugador para ayudar en el combate, usando su látigo y el agua bendita. Es un personaje temporal, ya que posteriormente se separa del grupo cuando el jugador logra derrotar a Drácula.[8]

- Evolution Skateboarding (2002-PS2, GameCube): Este es un videojuego de skateboard en donde se puede desbloquear a Simon Belmont como un competidor secreto. Aquí Simon aparece con el apodo de Vampire Killer, sin que se mencione su nombre real.

- Dream Mix TV: World Fighters (2004 - PS2, GameCube): En este videojuego de lucha se entrecruzan personajes populares de las compañías Konami, Hudson Soft y la juguetera Takara. Simon Belmont es uno de los peleadores de Konami seleccionables. Simon ejecuta distintos tipos de movimientos con su látigo y además puede realizar ataques especiales en donde utiliza el crucifijo.[9]

- New International Track and Field (2008 - NDS): Un videojuego deportivo de juegos olímpicos que incluye a varias estrellas de Konami como personajes seleccionables. Simon Belmont es uno de los deportistas, aparece con su diseño de Castlevania Chronicles pero con estilo Super-Deformed.[10]

- Pop'n Music 15 Adventure (2007 - Arcade): En este juego musical, se puede ver a Simon Belmont como el personaje animado al escoger el tema "Akumajou Dracula Medley".[11]

- WarioWare D.I.Y. (2009 - NDS, Wii): Simon Belmont aparece en uno de los microjuegos en donde debe golpear con su látigo a los enemigos. Los gráficos utilizados son los mismos del Castlevania original de NES.

- Monster Retsuden ORECA BATTLE (2012 - Arcade): Un Arcade japonés de batalla de monstruos estilo RPG, en donde el jugador introduce trading-cards de monstruos para hacerlos pelear. Uno de los monstruos incluidos es Simon, este es un cazavampiros legendario que combate con su látigo y viste un atuendo muy parecido al Simon Belmont de los primeros juegos de Castlevania.

- Kingdom Dragonion (2015 - iOS, Android): Juego de estrategia en tiempo real en donde las batallas se ejecutan con cartas intercambiables. Simon Belmony aparece como uno de los monstruos que el jugador puede sumar a su colección de cartas. Su ataque principal consiste en atacar con agua bendita.

- Super Bomberman R (2017 - Nintendo Switch): Belmont Bomber es uno de los Bomberman seleccionables.

- Pixel Puzzle Collection (2018 - iOS, Android):

### Cameos
- Ganbare Goemon 2: Kiteretsu Shōgun Magginesu (Super Famicom - 1993): Simon Belmont hace un pequeño cameo en el nivel oculto del parque de diversiones Circo Porto como uno de los PNJ.

- Snatcher (1994, 1996 - Sega CD, PSX): En la escena del baile del club "Outer Heaven" se puede ver a Simon Belmont tomando un trago junto con el Conde Drácula

- TwinBee PARADISE in Donburi Shima (1998 - PC): Aparece el atuendo de Simon Belmont como un accesorio para Pastel.

## Apariciones en otros medios
- Captain N: The Game Master (Serie de TV; 1989-1991):  Esta es una serie de televisión norteamericana de dibujos animados que cuenta la historia de un videojugador llamado Kevin que fue absorbido por el televisor al mundo de los videojuegos y se le asigna la misión de combatir contra los villanos liderados por Mother Brain, formando un equipo con la Princesa Lana y varios personajes de reconocidos juegos de Nintendo. Simon Belmont aparece como uno de los aliados de Kevin y es uno de los personajes secundarios de aparición regular junto con Megaman y Pit. El diseño de Simon es completamente diferente al de los juegos de Konami, tanto en aspecto como en personalidad y habilidades y es básicamente un estereotipo del fortachón cabeza hueca. El Simon de "Captain N" es sumamente vanidoso y engreído y siempre coquetea con la Princesa Lana, aunque ella parece estar más interesada en Kevin. Es grande, musculoso, de piel bronceada y cabello corto y rubio, además viste un traje de piloto con una gran mochila de la que saca todo tipo de artilugios, también tiene su látigo pero lo utiliza más como una soga que como un arma de combate.[12]

- Robot Chicken (2009, Serie de TV): Drácula y Simon Belmont fueron las figuras de Acción NECA, y fue basada en el episodio "Maurice Was Caught", como en el segmento "Is That a Whip?", Simon le dio latigazo a Dracula y se convierte en un murciélago y le dio latigazo muchas veces.

### Juegos y máquinas de entretenimiento
- Picadilly Circus: Konami Wai Wai World (1994 - Juego electrónico): Esta es una máquina para salones recreativos japoneses. Consiste en una rueda de la suerte decorada con los personajes de Konami.

### Cómics y manga
- Konami 4Koma Manga Wai Wai World (2017 - Manga)

## Curiosidades
- En la guía oficial del juego Konami Wai Wai World, Simon aparece con el nombre de Simon Belmont III, esto ha causado confusión sobre si este personaje es el verdadero Simon Belmont o algún descendiente no oficial del mismo. Aunque en aspecto y habilidades resulta idéntico al de Simon en Castlevania.[13]

- En la guía oficial del juego Konami Wai Wai World, Simon Belmont III tiene una altura de 1.70 m, pesa 60 kg y su tipo de sangre es AB.[13]

- En el obscuro videojuego de lucha Battle Tryst para Arcade, Simon Belmont inicialmente iba a ser incluido como un peleador controlable. Por algún motivo desconocido, su aparición fue cancelada pero de todos modos se dejó su modelo y se lo incluyó como un personaje oculto muy parecido llamado Shemon.[14]

- En el videojuego Contra: Hard Corps para Sega Genesis, en el tercer nivel se puede acceder a un escenario de batalla oculto en donde uno de los jefes es un bizarro monstruo pequeño y cabezón, que fue diseñado en broma como una cruza entre Simon Belmont y el cantante japonés Masato Simon. Tiene el látigo de Simon Belmont como ataque principal y además tiene un ataque especial en donde lanza un postre Taiyaki como si fuera el crucifijo bumerán de Castlevania, esto hace referencia al cantante Masato que se hizo famoso con un tema que trataba sobre un Taiyaki. Su tema musical es un remixado sumamente acelerado del clásico tema Vampire Killer.[15]

- El videojuego Castlevania: Lords of Shadow originalmente fue concebido como una remake del Castlevania clásico y su protagonista iba a ser Simon Belmont, pero esta idea luego fue descartada y el juego siguió una historia nueva con el personaje Gabriel Belmont como titular.